# Théodule Devéria

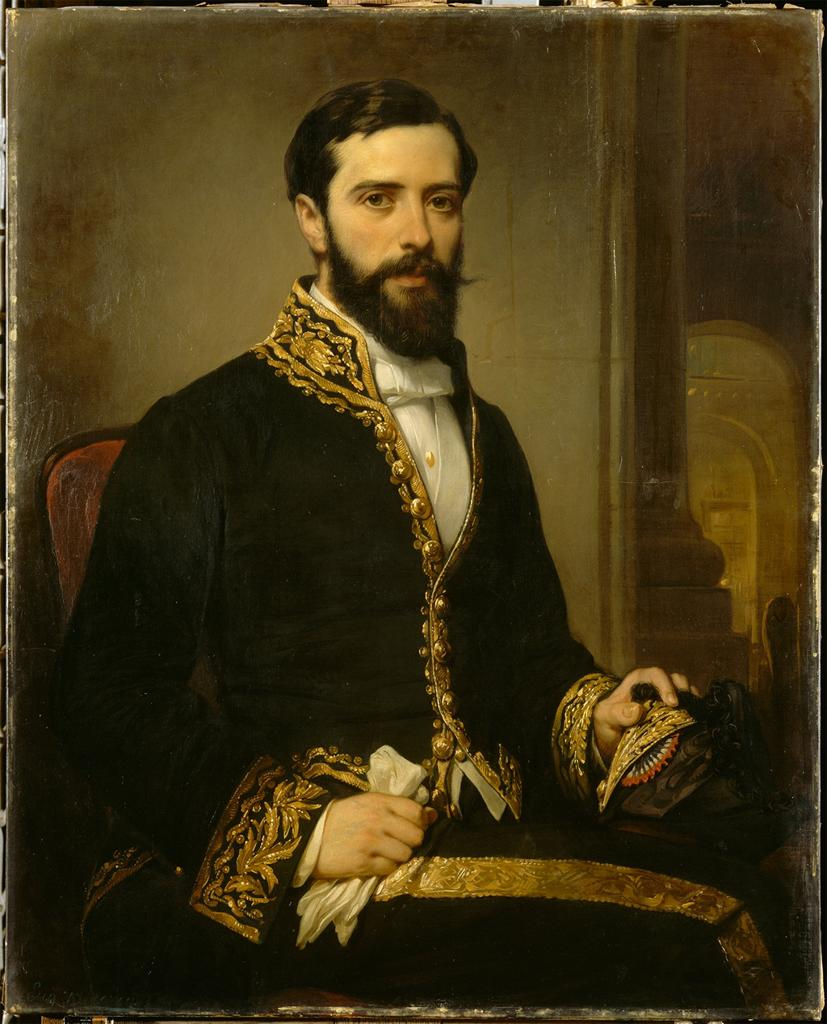
Théodule Devéria avmålad av sin farbror Eugéne år 1864.

Théodule Charles Devéria, född den 1 juli 1831 i Paris, död där den 25 januari 1871, var en fransk egyptolog. Han var son till Achille Devéria. 
Devéria gjorde sin framstående egenskap som tecknare fruktbar för egyptologin. Han vistades tidtals i Egypten och arbetade då bland annat som kopist för flera av de av Mariette planlagda tempelbeskrivningarna, särskilt Abydos och Denderas. Åtskilliga bland de av Devéria utförda kopiorna i dessa textsamlingar torde med hänsyn till läsningarnas korrekthet tävla med de bästa kopior en Brugsch och en de Rougé kunnat åstadkomma. 
Devéria publicerade ett antal smärre uppsatser av arkeologiskt och mytologisk-religiöst innehåll: den först utgivna torde härstamma från 1857. Hans behandling av den i Turinmuseet förvarade rättspapyren ("Le papyrus judiciaire de Turin" i Journal asiatique, 1865–1867) är – även om den delvis är mindre tillfredsställande, som Chabas granskning ådagalagt – dock i det hela och för sin tid ett ganska aktningsvärt arbete. Devérias huvudverk, Catalogue des manuscrits égyptiens, écrits sur papyrus, toile, tablettes et ostraka, qui sont conservés au musée égyptien du Louvre (1875) har ett bestående värde.